# Une allumette pour trois
Pour plus de détails, voir Fiche technique et Distribution.
Une allumette pour trois (Three on a Match) est un film américain en noir et blanc réalisé par Mervyn LeRoy, sorti en 1932.

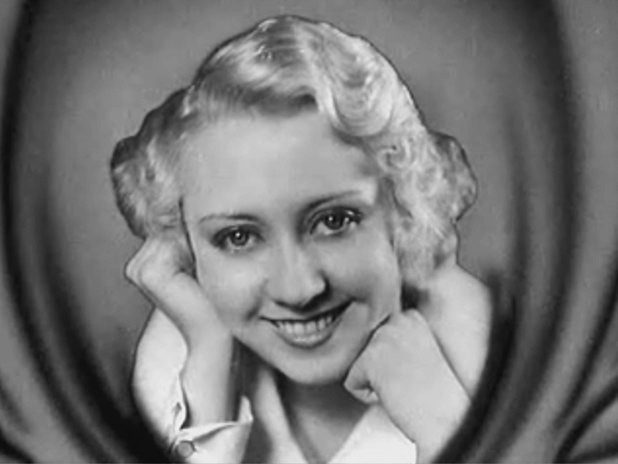
Joan Blondell

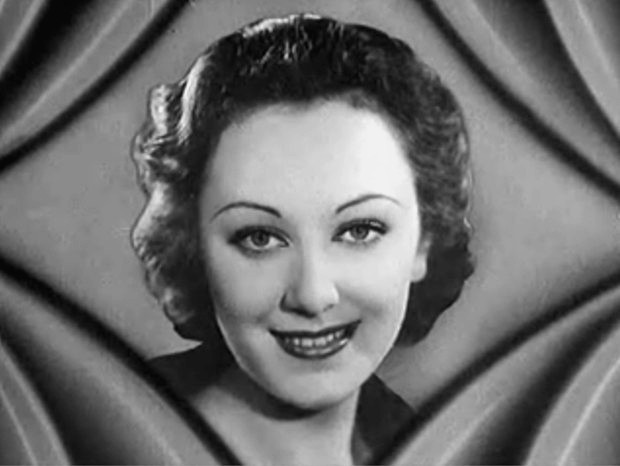
Ann Dvorak

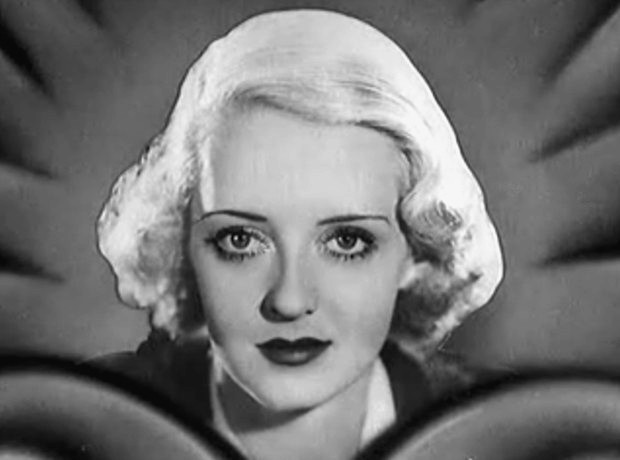
Bette Davis

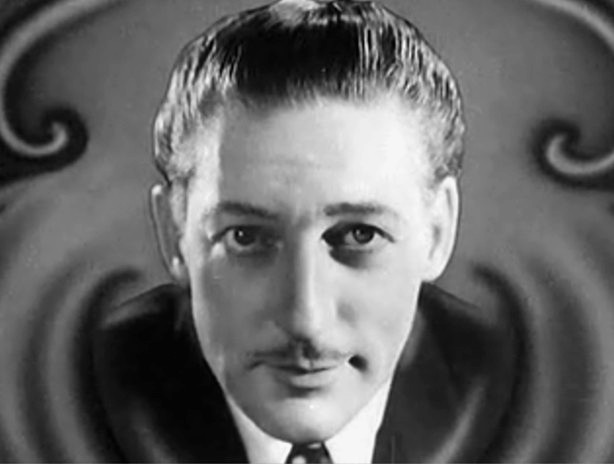
Warren William

## Synopsis
Trois femmes ayant fréquenté la même école primaire, Mary, Ruth et Vivian, se retrouvent quand elles sont jeunes adultes. Elles allument chacun une cigarette avec la même allumette et discutent de la superstition selon laquelle un tel acte porte malheur et que Vivian, la dernière à avoir allumé sa cigarette, sera la première à mourir.

## Fiche technique
- Titre : Une allumette pour trois
- Titre original : Three on a Match
- Réalisation : Mervyn LeRoy
- Scénario : Lucien Hubbard d'après une histoire de John Bright et Kubec Glasmon
- Production : Darryl F. Zanuck et Samuel Bischoff
- Société de production : First National Pictures
- Société de distribution : Warner Bros.
- Musique : Ray Heindorf
- Photographie : Sol Polito
- Montage : Ray Curtiss
- Direction artistique : Robert M. Haas
- Costumes : Orry-Kelly
- Pays d'origine : États-Unis
- Format : noir et blanc - Son : Mono (Vitaphone)
- Genre : Film policier
- Durée : 63 min
- Dates de sortie : 
  - États-Unis : 29 octobre 1932
  - France : 3 avril 1935

## Distribution
- Joan Blondell : Mary Keaton Bernard
- Ann Dvorak : Vivian Revere Kirkwood
- Bette Davis : Ruth Wescott
- Warren William : Robert Kirkwood
- Lyle Talbot : Michael Loftus
- Humphrey Bogart : Harve
- Allen Jenkins : Dick
- Edward Arnold : Ace
- Virginia Davis : Mary Keaton enfant
- Anne Shirley : Vivian Revere enfant
- Betty Carse : Ruth Wescott enfant

Acteurs non crédités
- Clara Blandick : Mme Keaton
- Ann Brody : Mme Goldberg
- Blanche Friderici : Mlle Blazer
- Dickie Moore : Junior